# Yves Charnay
Yves Charnay (* 25. Januar 1942 in  Saint-Chamond) ist ein französischer Licht- und Objektkünstler, Maler, Filmautor und Autor.

## Künstlerisches Werk

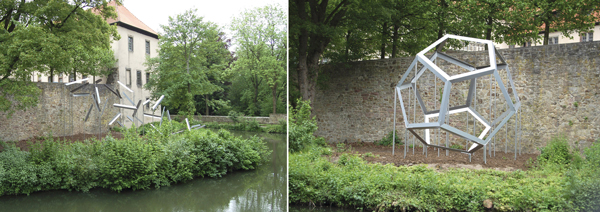
Le temps déployé – Anamorphose, Schloss Brake, Lemgo, 2006

Ende der 1980er Jahre erforschte Charnay die Materialität und Struktur von Farbe in Abhängigkeit von ihrer Temperatur, dem Licht oder der kristallinen Struktur. In jüngerer Zeit beschäftigt er sich vorrangig mit Lichtkunstwerken und perspektivischen Installationen. Einige seiner Kunstwerke sind auch in Deutschland zu betrachten, so z. B. „Les couleur de l’esprit“ im Landtag von Sachsen-Anhalt oder die räumliche Anamorphose von Schloss Brake in Lemgo, die in Zusammenarbeit mit Claude Prévost entstand. Neben seiner Tätigkeit als Licht- und Objektkünstler tritt er außerdem als Maler, Kurator internationaler Ausstellungen, Filmautor und künstlerischer Berater für Kino und Fernsehen auf.
Charnay war Professor an der  École nationale supérieure des arts décoratifs de Paris (ENSAD).

## Arbeiten
- Lumière mise en œuvre – 2010, Albi, Frankreich
- Gestes réfléchis – 2009, Jiang Yin, China
- Farbcharta für Tanggu – 2008, Tanggu, China
- Conversation – 2006, Lyon, Frankreich
- Le temps déployé – 2006,  Weserrenaissance-Museum, Lemgo, Deutschland
- Les calligraphies du vent – 2005, Shanghai, China
- Jardin à la française – 2005, Hangzhou, China
- Innocence – 2005, Brive, Frankreich
- Poème en vers nanométriques – 2004, Magdeburg, Deutschland
- Les couleurs de l’esprit – 2003, Landtag Sachsen-Anhalt, Magdeburg, Deutschland
- Lumières – 2002, Enghien-les-bains, Frankreich
- L’azur en pré fleurit – 2002, Louroux, Frankreich
- Notre Dame des couleurs – 2002, Soulatgé, Frankreich
- Des couleurs tombées du ciel – 2000, Apt en Provence, Frankreich

## Schriften
- Les systèmes des couleurs en Chine. École nationale supérieure des arts décoratifs, Paris, 1992.